# Мёран, Викторина
Викторина Луиза Мёра́н (фр. Victorine Louise Meurent; 18 февраля 1844, Париж — 17 марта 1927, Коломб) — французская художница и музыкант, любимая модель Эдуарда Мане.

## Биография
Викторина Мёран родилась в Париже в семье гравёра Жана-Луи-Этьенна Мёрана и его жены Луизы-Терезы. Её дядя был скульптором, а сама она хорошо играла на гитаре, выступала в кафе-шантанах и давала уроки музыки, зарабатывая себе на жизнь. Кроме этих фактов, о юности и образовании Викторины Мёран известно немного.
Амбруаз Воллар описывал её как своенравное существо, разговаривавшее как парижские уличные женщины. С декабря 1861 по январь 1863 она работала моделью в мастерской художника Тома Кутюра. Мане познакомился с ней в 1862, когда ей было 18 лет. До 1875 Викторина позировала ему для многочисленных полотен, в том числе таких его шедевров, как «Уличная певица», «Завтрак на траве», «Олимпия» и «Железная дорога». Она была также моделью Эдгара Дега.
После поездки в Америку Викторина Мёран стала брать уроки живописи и представила свой автопортрет на Парижском салоне 1885. Другие её известные работы — «Нюрнбергская горожанка в XVI веке» (салон 1879 г.) и «Вербное воскресенье» (салон 1885 г.). Последним художником, которому позировала Викторина, был в 1890 г. Норбер Гонетт.
Позднее она стала питать слабость к алкоголю и завела любовные отношения с моделью Мари Пеллегри, о чём поведал в своем автобиографическом романе Воспоминания о моей умершей жизни (1906) друг Мане Джордж Мур. Поначалу La Glu (липучка) попрошайничала в кафе и барах, а потом завела себе обезьянку и как la vielle au singe (старуха с обезьяной), одетая в лохмотья, играла на улице на гитаре и просила подаяние.
Некоторое время она жила со своей матерью в Аньер-сюр-Сен, пока в 1898 г. не познакомилась с Мари Дуфур. С ней она переехала в парижский пригород Коломб, где и умерла в преклонном возрасте.

## Наследие
Большинство её полотен и рисунков считаются сегодня утерянными, однако в 2004 одна из её картин обнаружена и находится сейчас в историческом музее Коломба.

## Викторина Мёран на полотнах Мане
- Уличная певица, 1862, Музей изящных искусств, Бостон
- Мадмуазель Викторина в костюме матадора, 1862, музей Метрополитен
- Завтрак на траве, 1863, Музей Орсе, Париж
- Олимпия, 1863, Музей Орсе, Париж
- Женщина с попугаем, 1866, музей Метрополитен
- Железная дорога, 1872—1873, Национальная галерея искусства, Вашингтон

## Образ в искусстве
Интерес к фигуре Викторины Мёран резко вырос в конце девяностых — начале двухтысячных годов, особенно в США, и во многом был спровоцирован тем, что художница придерживалась лесбийских отношений. Несмотря на то, что вклад Мёран, как живописца, в историю искусства был незначительным, она появляется во многих художественных произведениях 1990-х и особенно 2000-х годов:
«Alias Olympia: A Woman’s Search for Manet’s Notorious Model and Her Own Desire», Юнис Липтон (1992),
Французский режиссёр Эммануэль Лоран публикует роман в форме дневника «Мадемуазель V. Дневник беззаботной» (2003),
«Мадемуазель Викторина» — исторический роман Дебры Финерман (2007),
«Женщина без одежды» — дебютный роман британской писательницы В. Р. Мэйн (2008),
«SACRÉ BLEU. Комедия д’искусства» — роман Кристофера Мура (2012),
«Парижская красная» — роман Морин Гиббон (2015),
Викторина Мёран также является одной из героинь фильма «Интимная жизнь: женщины в жизни Мане» (1998), где её играет актриса Шелли Филлипс и главной героиней оперы «Victorine», созданной группой концептуальных художников «Art & Language» и частично написанной Мейо Томпсоном, лидером американской экспериментальной рок-группы Red Krayola.